# Репки (гміна)
Гміна Репкі (пол. Gmina Repki) — сільська гміна у центральній Польщі. Належить до Соколовського повіту Мазовецького воєводства.
Станом на 31 грудня 2011 у гміні проживало 5725 осіб.

## Площа
Згідно з даними за 2007 рік площа гміни становила 168.79 км², у тому числі:
- орні землі: 80.00%
- ліси: 15.00%

Таким чином, площа гміни становить 14.92% площі повіту.

## Населення
Станом на 31 грудня 2011:
| Опис     | Загалом | Загалом | Чоловіки | Чоловіки | Жінки | Жінки |
| -------- | ------- | ------- | -------- | -------- | ----- | ----- |
| одиниця  | осіб    | %       | осіб     | %        | осіб  | %     |
| все      | 5725    | 100     | 2883     | 50.36    | 2842  | 49.64 |
| міське   | 0       | 100     | 0        |          | 0     |       |
| сільське | 5725    | 100     | 2883     | 50.36    | 2842  | 49.64 |

## Сусідні гміни
Гміна Репкі межує з такими гмінами: Беляни, Дорогочин, Корчев, Папротня, Сабне, Соколув-Подляський, Яблонна-Ляцька.